# Hospital Francés

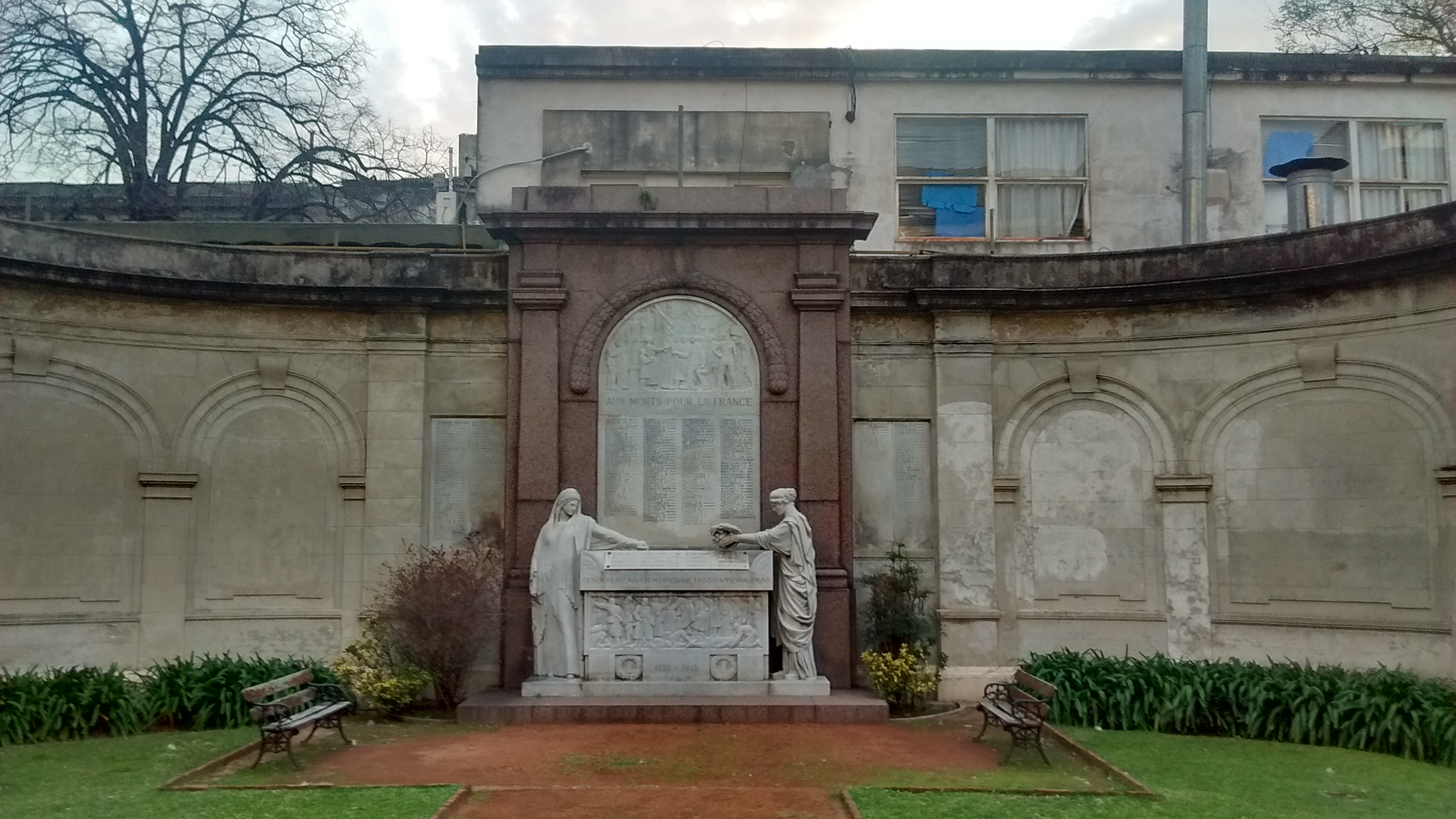
San Cristóbal, Buenos Aires, World War II memorials in Argentina

El llamado comúnmente Hospital Francés es actualmente la Unidad Asistencial Doctor César Milstein, perteneciente a la obra social para los jubilados PAMI, en Buenos Aires.

## Historia
En 1832 ya existía la Sociedad Filantrópica Francesa, la institución más antigua de la colectividad, creada por el Cónsul general de Francia, Jean Baptiste Washington de Mendeville y otros residentes. La misma brindaba asistencia social, servicios médicos, lo cual se transformó, años más tarde, en el Hospital Francés de Buenos Aires, inaugurado en 1845. Por aquellos años en Buenos Aires estaban surgiendo algunos hospitales destinados especialmente a los inmigrantes. Situado sobre la calle La Rioja al 951, en el barrio de San Cristóbal, el Hospital Francés fue reconocido por sus tratamientos neuro-psiquiátricos, quirúrgicos, cardiovasculares y de diálisis. En el año 1922, en la maternidad del hospital se aplicó por primera vez en Argentina, el método de parto sin dolor.En 1977 tuvo el primer equipo de tomografía computada de cuerpo entero de la Argentina. En el se realizaron estudios a personalidades de la política y el arte como Maria Estela Martínez de Perón, Atilio Marinelli, Adolfo Stray. En ese tomógrafo se entrenaron radiólogos de Argentina y de países vecinos.
Luego de algunos años en conflicto por su quiebra, el Hospital Francés pasó a manos del Programa de Atención Médica Integral para jubilados y pensionados (PAMI), por la Ley de Expropiación. A partir de entonces, el Hospital Francés pasó a ser nombrado en 2008 Unidad Asistencial Doctor César Milstein. Ya bajo la órbita del Estado Nacional, en 2003, PAMI bajo la conducción de Luciano Di Césare ,ejecutó la obra de reestructuración y remodelación, que  implicó la inauguración de  espacios nuevos para 60 camas, la renovación de la totalidad de los servicios de: Unidad de Terapia Intensiva (UTI), Unidad de Terapia Intensiva Coronaria (UCO), Unidad de Terapia Intermedia (UTIM) y Centro Quirúrgico para cirugía general. Con una inversión de 55 millones de pesos, se sumaron cinco quirófanos, con la incorporación de equipamiento de última generación. Con las obras inauguradas por Di Cesare se sumaron además un salón de usos múltiples para actividades sociales de promoción y prevención de salud y oficinas de información y comunicación. Con esta nueva infraestructura se eleva la capacidad para realizar unas 32 mil consultas, 500 ecografías, 1400 estudios radiológicos y cerca de 14.500 sesiones de rehabilitación por mes.